# IpCop
IPCop era una distribuzione GNU/Linux avente lo scopo di operare da firewall software.
Inizialmente, IpCop era un fork di SmoothWall. Successivamente lo sviluppo ha seguito strade diverse ed ora le due distribuzioni si differenziano molto.
IpCop è disponibile sotto la licenza GPL ed è sviluppata con il tradizionale stile dell'Open Source; il progetto viene sviluppato grazie alla collaborazione di diversi sviluppatori sparsi per l'intero globo. L'interfaccia grafica è disponibile in 17 lingue diverse. La distribuzione include anche un raffinato e semplice sistema di aggiornamento.
La versione stabile attuale è la 2.1.9, pubblicata nel febbraio 2015, riorganizzata in un nuovo kernel Linux 3.4.x, con un nuovo installer, una nuova interfaccia utente e con una serie di ex addons già incorporati. Le nuove funzionalità e le modifiche vengono qui esposte. La precedente versione 2.0 è stata ritenuta una versione di passaggio verso un sistema più stabile e in definitiva più ricco di funzionalità.
Anche se non dichiarati del tutto ufficiali, per IPCop, ci sono moltissimi addons, sviluppati da vaste software house, che aggiungono ulteriori funzionalità di IPCop, come il QoS avanzato, e-mail il controllo antivirus, sintesi del traffico, interfacce estese per il controllo del proxy, e molti altri ancora.
La forza di questa distribuzione sta nella malleabilità delle sue configurazioni ed integrazione di servizi, per lo sviluppo di altre apparecchiature, per il monitoraggio del traffico e dei flussi di rete. Molte delle tante distribuzioni firewall sia Open Source che commerciali hanno avuto origine da sorgenti IPCop (come ad esempio IPFire e Endian Firewall).
La vecchia versione 1.4.21, è stata pubblicata il 23 luglio 2008 ma ormai ritenuta obsoleta (End Of Life).

## Caratteristiche tecniche
IPCop offre un'ampia gamma di caratteristiche tecniche: si va dal Linux netfilter standard con capacità di NAT al supporto per DMZ via DNAT, dal supporto DHCP (sia server che client) al supporto NTP per sincronizzare e servire la data e l'ora, dalla possibilità di attivare un proxy a quella di attivare un IDS. Inoltre supporta quattro schede di rete e un numero illimitato di connessioni VPN, oltre ad offrire la possibilità di backup e restore della configurazione. È inoltre facilmente estendibile grazie a numerosi moduli presenti in Internet.
IPCop non richiede molta potenza di calcolo per poter funzionare: basta un 386 con poca RAM e MB di HD; ma per ottenere maggiori risultati è richiesto come minima configurazione un Pentium MMX con 64 Mb di RAM e qualche GB di hard disk. Se si intende utilizzare le funzioni di proxy sono consigliati 256 MB di RAM e qualche GB in più libero. Le possibilità di installazione variano a seconda delle esigenze: via CD (necessita di un lettore), via chiave USB (necessita di un'opportunità di booting da porta USB), o direttamente su Scheda Compact Flash (occorre un hardware appropriato).
IPCop nomina e diversifica le interfacce di rete con dei colori.
Ecco i significati:
- RED - rappresenta l'interfaccia connessa ad Internet. (Connessioni ISP - PPPoE - PPPoA, xDSL, Router)
- GREEN - rappresenta l'interfaccia per la rete interna. (LAN Privata)
- BLU - rappresenta l'interfaccia per una seconda rete interna o per una rete wireless. (WiFi)
- ORANGE - rappresenta l'interfaccia per un'eventuale zona DMZ in cui si trovano server che offrono servizi all'esterno. (Rete Demilitarizzata)

La configurazione minima, prevede due interfacce di rete: RED (Internet) e GREEN (la rete interna da proteggere); tuttavia non è difficile estendere queste istruzioni per la configurazione un firewall più complesso. Nel caso esistano due reti locali che devono rimanere separate si utilizza anche l'interfaccia BLU. Particolarità di IPCop sta nella possibilità di espansione ed aggiunta di funzioni. Per questo tante distribuzioni vengono lanciate con particolari addons.
- Lista addons e compatibilità, su ipcop.pd.it. URL consultato il 16 novembre 2011 (archiviato dall'url originale il 7 gennaio 2012).

### Caratteristiche
1. Gestione di 4 tipologie di reti.
2. Netfilter standard con capacità di NAT e Routing.
3. Gestione del Traffico in Entrata ed Uscita.
4. Amministrazione tramite web GUI con interfaccia User friendly.
5. Amministrazione da remoto su protocollo SSH.
6. Aggiornamenti On the Fly.
7. Backup di sistema.
8. Capacità di prestazioni anche su macchine obsolete.
9. Sistema di consultazione di logs accurato.
10. Amministrazione di VPN Illimitate, su protocolli IPsec e OpenVPN, con l'utilizzo di certificazioni CA.
11. Integrazione con una vasta gamma di moduli aggiuntivi.
12. Dinamicità e possibilità di personalizzazione.

### Servizi firewall UTM
1. Servizio Firewall con Gestione e amministrazione tramite regole. (Port forwarding, Block Out Traffic, Accesso Esterno, DMZ Pinholes)
2. Servizi di DNS dinamici.
3. Servizio Proxy Avanzato, a livello trasparent e application. Con Sistema di Autorizzazione utente e CRE.
4. URLFilter per il filtraggio dei contenuti, già integrato.
5. Server DHCP.
6. Servizio Hosts.
7. Aggiunta di Alias IP.
8. Gestione Grafica del Traffico.
9. Time Server.
10. Gestione Banda.

### Altri servizi estensibili
1. Copflter Archiviato il 27 novembre 2011 in Internet Archive. - Servizio antivirus, anti-spam, anti-malware, anti-adv.
2. Snort Addon Servizio IDS basto su regole Snort.
3. AIDE - Servizio di Rilevamento Intrusioni IDS in binary Shell version.
4. Cop+ - Aggiunta al proxy nel filtraggio dei contenuti. (DansGuardian)

## Versione 2.1.x
IPCop v2.1.x proviene dallo sviluppo della v2.0, ma incorpora alcuni miglioramenti significativi.
1. Linux kernel 3.4.1
2. Hardware nuovo supporto, incluse le piattaforme cobalt, SPARC e PPC.
3. Nuovo installer, che consente di installare su drive Compact Flash o dischi rigidi, e di selezionare le schede di interfaccia e assegnarle a particolari reti.
4. L'accesso alle pagine web GUI ora son tutte protette da password.
5. La porta per le connessioni HTTPS sicura è stato cambiata in 8443.
6. Reindirizzamento da porte 81 e 445 non funziona, è stato eliminato.
7. Una nuova interfaccia utente, che comprende:

- Una nuova pagina di pianificazione, nel menu di sistema, dove è possibile programmare eventi vari.
  - Più pagine nel menu di stato, tra cui nuove pagine per System Info, Gestione del traffico, e Iptables, così come una pagina revisionata per le connessioni.
  - Una pagina di proxy aggiornato, ora con funzioni di controllo avanzate.
  - C'è una pagina semplificata server DHCP, dnsmasq ha sostituito dhcpd come server DHCP.
  - La pagina di Time Server è stata semplificata, IPCop ora utilizza in ntpd in modo completo.
  - Il menu Firewall è stato rivisto, Out Going traffic e Port forwarding ora sono controllate da regole firewall più complete.
  - L'OpenVPN è stato aggiunto a IPCop, come alternativa alla IPsec.
  - L'URLFilter per il filtraggio dei contenuti come servizio già incorporato.

Il sistema di rilevamento delle intrusioni snort è stato rimosso da IPCop v2.0, per dare spazio a l'addon AIDE (in versione binaria, si controlla solo da Shell Linux). Tuttavia è comunque disponibile l'addon compatibile con le nuove versioni di SNORT.

## Riconoscimenti
- Infoworld Magazine Bossie award for innovation in Open Source, 2007, su infoworld.com.

Riconosciuto come miglior soluzione Open Source in campo di sicurezza informatica.

## Supporto hardware
Di seguito le maggiori piattaforme hardware embedded supportate.
- Italia:  www.firewallhardware.it, su firewallhardware.it.
- Svizzera:  www.pcengines.ch, su pcengines.ch.
- Stati Uniti d'America:  www.soekris.com, su soekris.com. URL consultato il 18 aprile 2019 (archiviato dall'url originale l'11 maggio 2008).